# Fuyang (Anhui)
Fuyang is een stad in de gelijknamige prefectuur in de oostelijke provincie Anhui, Volksrepubliek China. Bij de volkstelling van 2020 had de stad 1.191.810 inwoners, de prefectuur had 8.200.264 inwoners.
Andere grote steden in de prefectuur zijn Linquan en Taihe.
Fuyang grenst in het noordoosten aan Bozhou, in het zuidwesten aan Huainan, in het zuiden aan Lu'an en de provincie Henan aan alle andere kanten.